# Arno Anke
Arno Anke (* 30. Juli 1879 in Chemnitz; † 18. August 1968 in Mannheim) war ein deutscher Architekt und gehörte beruflich zu den Protagonisten der Gartenstadtbewegung in Deutschland.
Er ließ sich um 1906 gemeinsam mit Hermann Esch als freier Architekt in Mannheim nieder. Neben der Mannheimer Gartenstadt entstanden auch außerhalb der Rhein-Neckar-Region Gartenstädte nach Planungen von Esch und Anke, so z. B. ab 1910 die Gartenstadt Quasnitz bei Leipzig. Des Weiteren gehören verschiedene Wohnhäuser in Mannheim und die protestantische Kirche in Maikammer (1913–1914) zu den gemeinsamen Arbeiten der beiden Architekten.
Anke war Mitglied im Deutschen Werkbund (DWB).
Im Mannheimer Stadtteil Käfertal ist eine Straße nach ihm benannt.